# A Serbian Film
A Serbian Film (serbiska: Српски филм / Srpski film) är en  serbisk skräckfilm från 2010, och är den första långfilmen regisserad av Srđan Spasojević.

## Handling
Milos är en före detta porrstjärna som lever ett lugnt och tillbakadraget liv tillsammans med sin fru och son. Efter en tids ekonomiska bekymmer beslutar han sig för att tacka ja till ett erbjudande om att delta i en konstfilm. Eftersom han inte får läsa manuset i förväg så ställer han sig först tveksam till produktionen, men den ekonomiska ersättningen skulle innebära att han aldrig mer behöver jobba, och han väljer därför att släppa stoltheten. 
Snart går det dock upp för honom att han har dragits in i en snuffilm med inslag av pedofili och nekrofili.

## Om filmen
Inpå premiären fick filmen stor uppmärksamhet för dess grafiska skildringar av våldtäkt, nekrofili och pedofili. Den serbiska staten inledde en förundersökning mot filmen och ansåg att den bröt mot serbisk lagstiftning. Filmen utreddes därför för misstänkt skildring av brott mot sexuell moral och brott som rör skyddet av minderåriga.
Filmen förbjöds i San Sebastián för att "den hotade den sexuella friheten", och visades därför inte på festivalen Horror and Fantasy Film Festival.
Filmen förbjöds även i Norge med utgångspunkt i strafflagens §§ 204 och 382.
Den är tillåten i Sverige.